# Budapesti iskola (filmkészítés)
A Budapesti Iskola az 1970-es évek Magyarországán kialakult filmkészítési iskola, mely a dokumentum-, illetve játékfilmkészítés módszereinek sajátos ötvözésével kísérletezett. A mozgalom az 1959 óta működő Balázs Béla Stúdióban indult, ahol állami pénzből, de bemutatási kötelezettség nélkül alkothatott néhány évig minden frissen végzett főiskolás. A Budapesti Iskola jellegzetes dokumentuma volt a "Szociológiai filmcsoportot!" című, 1969-es kiáltvány, amely a valósághoz szorosabban tapadó filmezési gyakorlatot kívánt meghonosítani a magyar dokumentumfilm-gyártásban. A kiáltvány szerzői, többek között Grunwalsky Ferenc, Magyar Dezső, Bódy Gábor filmrendezők, Dobai Péter és Ajtony Árpád írók így fogalmaztak: "A célkitűzés: a szociológiai gondolkodás bevitele a dokumentumfilmek látásmódjába".

## Története
Mind a szociológiai, mind pedig a történetek minél hitelesebb ábrázolásának igénye megfelelt és egybevágott a kor rendezőinek szellemi törekvésével, így több alkotó ezt úgy juttatta kifejezésre, hogy játékfilmjeiben is elkezdett dokumentarista elemeket és technikákat alkalmazni. Ezt a fajta, fikciót dokumentumelemekkel ötvöző műfaji irányzatot végül francia és olasz filmkritikusok nevezték el Budapesti Iskolának.

## Jellemzői
Az irányzat alkotói többnyire amatőr szereplőket kértek fel filmjeikhez, akik nem egy esetben saját sorsukat is eljátszották a kamerák előtt. A forgatás előtt hozzá kellett szoktatni az amatőr szereplőket a kamera jelenlétéhez, ahol a rendezők kötetlen beszélgetéssekkel ismertették velük az adott szituációt. A legtöbb ilyen típusú alkotásban a párbeszédek sem voltak előre rögzítve, inkább csak a jelenet irányát és célját határozták meg. A játékban így sok volt az esetlegesség, az improvizáció, az operatőri munkát pedig leginkább a kézi kamera használata jellemezte.
A Budapesti Iskola alkotóinak dokumentarista filmjei legtöbb esetben valamilyen feszítő társadalmi problémát jártak körül, ami a hiteles ábrázolásoknak köszönhetően sajátos kulturális és társadalmi kordokumentuma, mintegy mementója maradt ennek a korszaknak.

## Alkotások
A Budapesti Iskola irányzatát az 1973 és 1981 közötti időszakra datálja a filmtörténelem, de mind előtte, mind pedig utána voltak olyan filmalkotások, melyeket tematikájukban ide lehet sorolni. A teljesség igénye nélkül, kronológiai sorrendben az alábbi filmek reprezentálják leginkább ezt az irányzatot:
- …hogy szaladnak a fák!, Zolnay Pál, 1966
- Sziget a szárazföldön, Elek Judit, 1969
- Hosszú futásodra mindig számíthatunk, Gazdag Gyula, 1969
- Fekete vonat, Schiffer Pál, 1970
- Miheztartás végett, Dárday István, Szalai Gyöngyi, 1971
- Fotográfia, Zolnay Pál, 1972
- Anyaság, Grundwalksky Ferenc, 1972
- Jutalomutazás, Dárday István, Szalai Györgyi, 1975
- Egyszerű történet, Elek Judit, 1976
- Családi tűzfészek, Tarr Béla, 1977
- Cséplő Gyuri, Schiffer Pál, 1978
- Fagyöngyök, Ember Judit, 1978
- Békeidő, Vitézy László, 1980
- Szabadgyalog, Tarr Béla, 1980
- Dédelgetett kedvenceink, Szalay Györgyi, 1981
- A pártfogolt, Schiffer Pál, 1982
- Adj király katonát!, Erdőss Pál, 1982